# Sei in arresto!
Sei in arresto! (逮捕しちゃうぞ?, Taiho shichauzo) è un manga scritto e illustrato da Kōsuke Fujishima, la cui popolarità ha dato vita a due serie televisive anime, diversi OAV ed un film cinematografico.
Nel 2002 è stato prodotto anche un telefilm dal vivo ispirato ai personaggi del manga, andato in onda su TV Asahi dal 17 ottobre al 12 dicembre 2002, per la durata di nove episodi di 45 minuti l'uno.

## Trama
La storia di Sei in arresto! ruota intorno alle avventure di Natsumi Tsujimoto e Miyuki Kobayakawa, due agenti del dipartimento di polizia metropolitana di Tokyo, in servizio all'immaginario distretto di polizia di Bokuto a Sumida. La serie è largamente strutturata ad episodi, molti dei quali sono concentrati sull'interazione fra le due protagoniste ed un largo set di personaggi di contorno. Tema ricorrente della serie è l'amicizia fra Miyuki e Natsumi, che tentano di conciliare la propria vita privata con il loro lavoro di poliziotte.
La maggior parte degli episodi sono ambientati nell'area di Tokyo, anche se la stazione di Bokuto non esiste affatto. A Sumida, in realtà esiste al suo posto l'ospedale Bokuto.

## Personaggi
Natsumi Tsujimoto (辻本 夏実?, Tsujimoto Natsumi)
Doppiata da: Sakiko Tamagawa (giapponese); Maria Teresa Cella (italiano)
È un'agente del dipartimento di polizia metropolitana di Tokyo. Natsumi è la partner sul lavoro nonché migliore amica di Miyuki Kobayakawa, con cui divide un appartamento. A differenza della collega, Natsumi possiede diverse cattive abitudini: è disordinata e rumorosa, dedita all'alcol e dotata di un appetito insaziabile. Tuttavia sul lavoro è un'agente duro ed inflessibile, rispettata da tutti i colleghi. È fidanzata col collega Shoji Tokairin, con il quale condivide una passione per le motociclette. Natsumi inoltre possiede una minimoto, modificata per lei da Miyuki, con la quale riesce agevolmente a divincolarsi nel traffico. Altra caratteristica saliente di Natsumi è la sua forza, a tratti, sovraumana.
Miyuki Kobayakawa (小早川 美幸?, Kobayakawa Miyuki)
Doppiata da: Akiko Hiramatsu (giapponese); Emanuela Amato (italiano)
È un'agente del dipartimento di polizia metropolitana di Tokyo. Miyuki è la partner sul lavoro nonché migliore amica di Natsumi Tsujimoto. Benché non abbia la forza fisica di Natsumi, Miyuki è molto intelligente ed educata, oltre ad essere un genio dell'informatica e della meccanica. La sua passione infatti è proprio modificare i motori delle autovetture della stazione di polizia presso la quale presta servizio (tra cui una Honda Today che utilizzata per pattugliare le strade insieme a Natsumi). La sua principale paura invece è rappresentata da tutto ciò che non è possibile spiegare con la scienza, quindi il soprannaturale. Possiede una Toyota Sports 800 blu come auto personale. Ha anche una particolare avversione per i rettili. In passato Miyuki ha vissuto nella prefettura di Okayama, dove era compagna di classe di Natsumi, che ha poi reincontrato dopo il suo trasferimento a Tokyo.
Ken Nakajima (中嶋 剣?, Nakajima Ken)
Doppiato da: Bin Shimada (giapponese); Domenico Strati (italiano)
Fidanzato "non ufficiale" di Miyuki, è un agente di polizia motociclista. È tanto forte fisicamente, quanto timido specie nei confronti del gentil sesso.
Yoriko Nikaidō (二階堂 頼子?, Nikaidō Yoriko)
Doppiata da: Etsuko Kozakura (giapponese); Greta Bonetti (italiano)
Inizialmente impiegata nella logistica della stazione di Bokuto, ed in seguito agente, Yoriko è una incorreggibile pettegola.
Aoi Futaba (双葉 葵?, Futaba Aoi)
Doppiato da: Rica Matsumoto (giapponese); Marina Giordana (italiano)
Agente in forze alla stazione di Bokuto da metà della prima serie, è spesso confuso con una donna. Sul lavoro è il partner di Yoriko. Nell'edizione italiana dell'anime è chiamato Mila.
Kachō (花蝶?)
Doppiato da: Issei Masamune (giapponese); Pierluigi Astore (italiano)
Capo severo, ma corretto della stazione di Bokuto. Natsumi ha una cotta per lui.

## Manga
Il manga originale fu pubblicato alternativamente sulla rivista Weekly Morning e sui suoi numeri aggiuntivi a marchio Morning Party Zōkan dall'inizio del 1986 alla primavera 1992; i capitoli sono stati raccolti in 7 tankōbon. Sono seguite altre edizioni con più pagine per numero, tra cui nel 2004 una versione bunkoban in 4 volumi.
In Italia la serie è stata edita da Comic Art in 12 volumi di formato ridotto.

### Capitoli
| Nº Ja | N° It | Titolo italiano Giapponese 「Kanji」 - Rōmaji | Data di prima pubblicazione | Data di prima pubblicazione               |
| Nº Ja | N° It | Titolo italiano Giapponese 「Kanji」 - Rōmaji | Giapponese                  | Italiano                                  |
| 1     | 1-2   | Sei in arresto 1 - Arrivano le poliziotte!!! Sei in arresto 2 - Mani in alto!!! 「逮捕しちゃうぞ1?」 - Taiho shichauzo 1 | 17 dicembre 1987            | ottobre 1997 novembre 1997                |
| 1     | 1-2   | Capitoli - FILE.1: Le incredibili donne poliziotto (怖い物知らずの爆風婦人警官?, Kowai-mono shirazu no bakufū fujin keikan) - FILE.2: Le multe non si buttano (反則キップは破らないで?, Hansoku kippu wa yaburanai de) - FILE.3: Terremoto alle docce!!! (シャワールーム騒乱事件?, Shawā Rūmu sōran jiken) - FILE.4: Degna accoglienza per un arrogante (傲慢白バイ警官に敬礼！?, Gōman shirobai keikan ni keirei!) - FILE.5: Dalla padella... (とんで火にいる?, Tonde hi ni iru) - FILE.6: Inseguimento ad alta velocità (追跡ボンバー?, Tsuiseki bonbā) - FILE.7: L'imperturbabile signora in motorino (完全無敵の原付おばさん?, Kanzen muteki no gentsuki oba-san) - FILE.8: Obiettivo: ladri di moto!!! (バイク窃盗団をさがせ?, Baiku settō-dan wo sagase) - FILE.9: Ecco i miei 80 milioni di yen!!! (８千万円みーつけ！?, Hassen man-en mitsuke!) - SPECIAL ISSUE.1: Sei in arresto Mechanics - Honda Today-G Police Type - SPECIAL ISSUE.2: Sei in arresto Mechanics - Suzuki GSX-R750 - FILE.10: Corso di sicurezza stradale (さっぱりと交通安全講習会?, Sapparito kōtsū anzen kōshū kai) - FILE.11: Una pericolosa dichiarazione d'amore (愛の告白は命がけ?, Ai no kokuhaku wa inochigake) - FILE.12: Il boscaiolo (与作が木を切る?, Yosaku ga ki wo kiru) - FILE.13: Oggi sarà la vostra giornata fortunata... (すごくツイてる絶好調日和?, Sugoku tsuiteru zekkōchō biyori) - FILE.14: Miyuki si arrabbia! (美幸が怒った日?, Miyuki ga okotta hi) - FILE.15: La "cura" Natsumi (夏美式精神改造法?, Natsumi-shiki seishin kaizō-hō) - FILE.16: Caccia al Ladro 704 (宿敵･怪盗７０４号登場?, Shukuteki: kaitō nanahyakuyon-gō tōjō) - FILE.17: Donne vincenti (女は態度で勝負する?, Onna wa taido de shōbu suru) - FILE.18: Braccio di ferro: Natsumi vs. la centrale di Bokuto! (墨東署夏美争奪大腕相撲大会?, Bokutō-sho Natsumi sōdatsu dai udezumou taikai) - SPECIAL ISSUE.3: Good Morning! Natsumi & Miyuki - La vita privata di Natsumi e Miyuki (ＧＯＯＤ ＭＯＲＮＩＮＧ！ＮＡＴＳＵＭＩ＆ＭＩＹＵＫＩ ～夏実と美幸のプライベート・ライフ～?, GOOD MORNING! NATSUMI&MIYUKI: Natsumi to Miyuki no Puraibēto Raifu) |                             |                                           |
| 2     | 2-3-4 | Sei in arresto 2 - Mani in alto!!! Sei in arresto 3 - Missione impossibile Sei in arresto 4 - Inseguimento sulle nevi 「逮捕しちゃうぞ2?」 - Taiho shichauzo 2 | 23 giugno 1988              | novembre 1997 dicembre 1997 febbraio 1998 |
| 2     | 2-3-4 | Capitoli - FILE.19: Caccia alla volpe (フォックスハンティング?, Fokkusu Hantingu) - FILE.20: Un cestino per il pranzo pieno di forza e di rabbia (怒号とパワーの弁当作り?, Do-gō to pawā no bentō-tsukuri) - FILE.21: Il ritorno del Ladro 704 (怪盗７０４号の逆襲?, Kaitō nanahyakuyon-gō no gyakushū) - FILE.22: Il vecchio brontolone (問答無用のチューンアップじいさん?, Mondō muyō no Chūn Appu jī-san) - FILE.23: Controllo del traffico sotto un sole cocente (炎天下の交通整理?, Entenka no kōtsū seiri) - FILE.24: Night Horror (ホラーナイト?, Horā Naito) - FILE.25: Ricerca sotto il sole cocente (炎天下の家出人探し?, Entenka no iede hitosagashi) - FILE.26: La macchina stregata (妖車ルーチェ･ロータリークーペ事件?, Ayatashisha Rūche Rōtarī Kūpe jiken) - FILE.27: Il sereno dopo la tempesta (豪雨、強風、後、快晴?, Gōu, kyōfū, ato, kaisei) - FILE.28: Salviamo il ristorante sotterraneo! (地下食再生作戦！?, Chika shoku saisei sakusen!) - FILE.29: Caccia alla BMW rossa (赤いＢＭＷを追え！?, Akai Bī Emu Daburyū wo oe!) - FILE.30: La valigetta misteriosa (謎のアタッシュケース?, Nazo no Atasshu Kēsu) - FILE.31: Monumento al 10.000 giri! (１万回転のＭＯＮＵＭＥＮＴ?, Ichi-man kaiten no MONUMENT) - FILE.32: Avventura in montagna (ビッグ･サンダー･マウンテン?, Biggu Sandā Maunten) - FILE.33: Digitale vs. analogico (DIGITAL VS. ANALOGE?) |                             |                                           |
| 3     | 4-5   | Sei in arresto 4 - Inseguimento sulle nevi Sei in arresto 5 - Raid negli spogliatoi 「逮捕しちゃうぞ3?」 - Taiho shichauzo 3 | 23 gennaio 1989             | febbraio 1998 marzo 1998                  |
| 3     | 4-5   | Capitoli - FILE.34: Good Morning Natsumi e Miyuki 2 (GOOD MORNING! NATSUMI & MIYUKI 2?) - FILE.35: L'avvelenatore dei succhi di frutta (?) (毒入り（？）ジュース事件?, Dokiri(?) jūsu jiken) - FILE.36: Love = Energy (恋はエナジー?, Koi wa Enajī) - FILE.37: The DJ Disappeared - Find the 1 (消えたＤＪ-１を探せ?, Kieta Dī Jei - Ichi wo sagase) - FILE.38: Blowing the Fire From Natsumi's Face (夏実の顔から火が吹いた?, Natsumi no kao kara hi ga fuita) - FILE.39: A Dangerous Date (危険なデート?, Kiken na dēto) - FILE.40: Spicy Love (きわどいのがお好き?, Kiwadoi no ga osuki) - FILE.41: Explosive! Cannonball (爆走！キャノンボール?, Bakusō! Kyanonbōru) - FILE.42: Lovely Bodyguard (すてきなボディーガード?, Suteki na Bodīgādo) - FILE.43: A Building Demolished by a Sneeze shot (くしゃみ一発ビル全壊?, Kushami ippatsu biru zenkai) |                             |                                           |
| 4     | ..    | Sei in arresto 6 - The Show Must Go On Sei in arresto 7 - Fuoco assassino 「逮捕しちゃうぞ4?」 - Taiho shichauzo 4 | 22 novembre 1989            | 1998                                      |
| 4     | ..    | Capitoli - FILE.44: I Want to be a Policewoman (婦警さんになりたーい?, Fukei-san ni naritai) - FILE.45: 1/2 Day (１/２デー?, 1/2 Dē) - FILE.46: The Devil's Tears Love the Black Dress (切り裂き魔は赤いドレスが好き?, Kirisaki ma wa akai doresu ga suki) - FILE.47: Natsumi's Beer (夏実の酒?, Natsumi no sake) - FILE.48: Valentine Love (愛しのバレンタイン?, Itoshi no Barentain) - FILE.49: The Women's Dormitory Serial Arson Incident (女子寮連続放火事件?, Joshi ryō renzoku hōka jiken) - FILE.50: Becoming A Motorcycle Cop (白バイ警官になっちゃうぞ?, Shirobai keikan ni natsuchauzo) - FILE.51: Being an AV Actress is Fun (ＡＶ女優は楽しい?, Ei Bī joyū wa tanoshī) - FILE.52: The Start of a Headache has Begun (頭痛のタネがやってきた?, Zutsū no tane ga yattekita) |                             |                                           |
| 5     | ..    | Sei in arresto 8 - Licenza di uccidere Sei in arresto 9 - Inseguimenti spericolati 「逮捕しちゃうぞ5?」 - Taiho shichauzo 5 | 23 agosto 1990              | 1998                                      |
| 5     | ..    | Capitoli - FILE.53: A Sunny Sky, and Natsumi's Judgement (天晴れ、夏実裁き?, Ten hare, Natsumi sabaki) - FILE.54: Race Through Driving School! (教習所を突っ走れ！?, Kyōshūjo wo tsuppashire!) - FILE.55: Natsumi's Car is the Super Car (夏美の車はスーパーカー?, Natsumi no kuruma wa Sūpā Kā) - FILE.56: Catch the Masked Robber! (覆面強盗を捕まえろ！?, Fukumengōtō wo tsukamaero!) - FILE.57: Silky Panty Collector (シルキーパンティー･コレクター?, Shirukī Pantī korekutā) - FILE.58: The Christmas Tree Explosion Plan (クリスマスツリー爆破計画?, Kurisumasu Tsurī bakuha keikaku) - FILE.59: The Mysterious Kattobi Rider (謎のかっとびライダー?, Nazo no kattobi raidā) - FILE.60: Is Dad Okay? (お父さん大丈夫？?, Otōsan daijōbu?) - FILE.61: Nice Shot, Aoi-chan! (ナイスショット、葵ちゃん！?, Naisu Shotto, Aoi-chan!) |                             |                                           |
| 6     | ..    | Sei in arresto 10 - Forza d'urto Sei in arresto 11 - Face Off 「逮捕しちゃうぞ6?」 - Taiho shichauzo 6 | 21 settembre 1991           | 1998                                      |
| 6     | ..    | Capitoli - FILE.62: Getting Revenge on the Paint Army (ペイントアーミーに復讐を?, Peinto Āmī ni fukushū wo) - FILE.63: Reverse Shot! Home-Run Girl versus Strike Man (逆転一発！ホームラン女 対 ストライク男?, Gyakuten ippatsu! Hōmu-ran onna tai Sutoraiku Otoko) - FILE.64: Out!? Strike Man's Fearsome New Special Moves!! (出るか！？ ストライク男 新必殺技の恐怖！！?, Deru ka!? Sutoraiku Otoko shin hissawwaza no kyōfu!!) - FILE.65: Deathmatch in Late Summer Heat - Tear Apart Beach Volley Man!! (残暑の死闘 ビーチバレー男を破れ！！?, Zansho no shitō - Bīchi Barē otoko wo yabure!!) - FILE.66: Mother is 20-years old (お母さんは２０歳?, Okā-san wa nijū-sai) - FILE.67: Defeat!! the Santa Claus From Hell (倒せ！！地獄からのサンタクロース?, Taose!! Jigoku kara no Santa Kurōsu) - FILE.68: Fragments of a Dream (夢のかけら?, Yume no kakera) - FILE.69: Spin!! Revolving Lamp of Fire (Part one) (廻れ！！炎の回転灯（前編）?, Maware!! Honō no kaiten-tō (zenpen)) - FILE.70: Spin!! Revolving Lamp of Fire (Part two) (廻れ！！炎の回転灯（後編）?, Maware!! Honō no kaiten-tō (kōhen)) |                             |                                           |
| 7     | 11-12 | Sei in arresto 11 - Face Off Sei in arresto 12 - Gran finale 「逮捕しちゃうぞ7?」 - Taiho shichauzo 7 | 23 maggio 1992              | novembre 1998                             |
| 7     | 11-12 | Capitoli - FILE.71: The Raiding Strike Girl corps (遊撃ストライク少女隊?, Yūgeki Sutoraiku shōjo-tai) - FILE.72: The Sweet Wedding Bell Trap (ウエディングベルの甘い罠?, Uedingu Beru no amai wana) - FILE.73: Yoriko-chan - Biggest Match of a Lifetime (頼子ちゃん 一世一代の大勝負?, Yoriko-chan - Isseichidai no daishōbu) - FILE.74: Tokyo Mystery Theater (東京ミステリー劇場?, Tōkyō Misuterī gekijō) - FILE.75: Little Secret of the Two (ふたりだけの秘密?, Futari dake no himitsu) - FILE.76: Aoi-chan Panic! (葵ちゃんパニック！?, Aoi-chan Panikku!) - FILE.77: A Magic Item (魔法のアイテム?, Mahō no Aitemu) - FILE.78: The Final Challenge of Today (Part one) (トゥデイ最後の挑戦（前編）?, Tōdei saigo no chōsen (zenpen)) - FINAL: The Final Challenge of Today (Part two) (トゥデイ最後の挑戦（後編）?, Tōdei saigo no chōsen (kōhen)) |                             |                                           |

## Anime
Una serie OAV in 4 episodi fu pubblicata originariamente in home video e poi riutilizzata per costituire i primi episodi della prima serie anime.
In Italia parte della prima serie televisiva (compresi gli OAV) fu trasmessa su Rai Uno nel 1999 all'interno del programma contenitore per ragazzi Solletico; fu replicata una sola volta, nel gennaio 2001 su Rai Due nel contenitore www.Raidueboysandgirls.com (l'ep.1 fu eccezionalmente replicato in orario tardo pomeridiano il 7 gennaio). Le trasmissioni Rai riguardavano la prima metà della serie; tuttavia vennero saltati numerosi episodi, nonostante ne fossero stati annunciati i titoli italiani. Nella prima TV gli episodi andarono in onda in versione ridotta a circa 20 minuti, per scelte di programmazione applicate a tutte le serie in onda su Solletico; nella replica erano integrali, ma ne furono trasmessi un minor numero che nel 1999.
| Nº     | Titolo italiano Giapponese 「Kanji」 - Rōmaji                                | Prima edizione    | Prima edizione                     |
| Nº     | Titolo italiano Giapponese 「Kanji」 - Rōmaji                                | Giapponese        | Italiano (trasmissione televisiva) |
| File 1 | E si incontrarono così 「そしてふたりは出会った」 - Soshite futari wa deatta | 24 settembre 1994 | 11 gennaio 1999                    |
| File 2 | Il tifone 「東京タイフーン・ラリー」 - Tōkyō Taifūn Rarī                     | 21 gennaio 1995   | 12 gennaio 1999                    |
| File 3 | Febbre d'amore 「恋のハイウェイ・スター」 - Koi no haiwei sutā               | 25 maggio 1995    | 13 gennaio 1999                    |
| File 4 | Yoriko motociclista 「On the road, AGAIN」                                   | 25 novembre 1995  | 14 gennaio 1999                    |

### Prima stagione
| Nº           | Titolo italiano Giapponese 「Kanji」 - Rōmaji                                                                | In onda           | In onda            |
| Nº           | Titolo italiano Giapponese 「Kanji」 - Rōmaji                                                                | Giapponese        | Italiano           |
| File 5       | Un agente un po' particolare 「美しきもの、汝の名は葵」 - Utsukushi kimono, anji no na wa Aoi                | 2 novembre 1996   | -                  |
| File 6       | L'ispettore Arizuka 「恐怖の閻魔大王・蟻塚警視正」 - Kyōfu no enma daiō - Arizuka keishisei                  | 9 novembre 1996   | 15 gennaio 1999    |
| File 7       | Il giustiziere 「正義の使者？怪傑ストライク男！」 - Seigi no shisha? Kaiketsu Sutoraiku-otoko!               | 16 novembre 1996  | 17 maggio 1999     |
| File 8       | Yoriko la migliore 「ラッキー頼子の大勝負！」 - Rakkī Yoriko no daishōbu!                                    | 23 novembre 1996  | 18 maggio 1999 (?) |
| File 9       | Una fidanzata per Nakajima 「恋の迷走トライアングル？」 - Koi no meisō toraianguru?                          | 30 novembre 1996  | 19 maggio 1999     |
| File 10      | La donna dallo scooter giallo 「完全無敵の原付おばさん」 - Kanzen muteki no gentsuki oba                     | 7 dicembre 1996   | 20 maggio 1999     |
| File 11      | Qual è Babbo Natale? 「サンタクロース・パニック！」 - Santa Kurōsu panikku!                                  | 14 dicembre 1996  | 21 maggio 1999     |
| File 12      | Saori poliziotta 「婦人警官になりたーい」 - Fujin keikan ni naritāi                                          | 21 dicembre 1996  | -                  |
| File 13      | La grande fuga 「婦警、湯けむり大騒動！」 - Fukei, yukemuri dai sōdō!                                        | 28 dicembre 1996  | maggio 1999 (?)    |
| File 14      | Viaggio nel passato di Natsumi 「饅頭こわい！夏実の大江戸大作戦」 - Manjū kowai! Natsumi no ō-edo daisakusen | 4 gennaio 1997    | -                  |
| File 15      | 「勝負！相模大野千恵ふたたび」 - Shōbu! Sagamiōno Chie futatabi                                              | 11 gennaio 1997   |                    |
| File 16      | Il sosia di Nakajima 「謎！？ふたりの中嶋」 - Nazo!? Futari no Nakajima                                      | 18 gennaio 1997   | 25 maggio 1999 (?) |
| File 17      | 「２０才のあの娘はお母さん」 - Nijū-sai no ano musume wa okā-san                                             | 25 gennaio 1997   |                    |
| File 18      | 「遊撃！ストライク少女隊」 - Yūgeki! Sutoraiku shōjo-tai                                                     | 1º febbraio 1997  |                    |
| File 19      | 「夢のかけら、伝説のチューナー」 - Yume no kakera, densetsu no chūnā                                         | 8 febbraio 1997   |                    |
| File 20      | La grande recita 「戦え！交通戦隊オービスリー」 - Tatakae! Kōtsū sentai Ōbi-Surī                             | 15 febbraio 1997  | 26 maggio 1999     |
| File 21      | Rapinatrici 「銀行強盗対策マニュアル」 - Ginkō gōtō taisaku manyuaru                                         | 22 febbraio 1997  | maggio 1999 (?)    |
| File 22      | Il giorno libero di Yoriko 「二階堂頼子の休日」 - Nikaidō Yoriko no kyūjitsu                                 | 1º marzo 1997     | 24 maggio 1999     |
| File 23      | Il bacio della sposa 「ヴァージンロードに花が咲く」 - Vājin rōdo ni hana ga saku                             | 8 marzo 1997      | -                  |
| File 24      | 「葵ちゃんは白い薔薇」 - Aoi-chan wa shiroi bara                                                             | 15 marzo 1997     |                    |
| File 25      | 「ストライク男走る走る」 - Sutoraiku-otoko hashiru hashiru                                                   | 22 marzo 1997     |                    |
| File 26      | 「赤いドレスに危険なナイフ」 - Akai doresu ni kiken na naifu                                                 | 5 aprile 1997     |                    |
| File 27      | 「教習所レッスンABC」 - Kyōshūjo ressun Ei-Bī-Shī                                                            | 12 aprile 1997    |                    |
| File 28      | 「怪盗７０４号を追いつめろ」 - Kaitō nanahyakuyon-gō wo oi tsumero                                           | 19 aprile 1997    |                    |
| File 29      | 「ライバル出現・暁のレース」 - Raibaru shutsugen - Akatsuki no rēsu                                          | 26 aprile 1997    |                    |
| File 30      | 「いとしのリコちゃんよ永遠に」 - Itoshi no Riko-chan yo eien ni                                              | 3 maggio 1997     |                    |
| File 31      | 「マイナス４０度の決闘」 - Mainasu yonjū do no kettō                                                         | 10 maggio 1997    |                    |
| File 32      | 「発進！夏実のスーパーマシン」 - Hasshin! Natsumi no sūpā-mashin                                             | 17 maggio 1997    |                    |
| File 33      | 「キャ〜！ アイドル包囲網」 - Kya! Aidoru hōi mō                                                             | 24 maggio 1997    |                    |
| File 34      | 「地上２５０メートルの休暇」 - Chijō nihyakugojū mētoru no kyūka                                             | 31 maggio 1997    |                    |
| File 35      | 「地上２５０メートルの友情」 - Chijō nihyakugojū mētoru no yūjō                                              | 7 giugno 1997     |                    |
| File 36      | 「迷子になった子猫ちゃん」 - Maigo ni natta koneko-chan                                                      | 14 giugno 1997    |                    |
| File 37      | 「特急山手線事件」 - Tokkyū Yamanote-sen jiken                                                               | 21 giugno 1997    |                    |
| File 38      | 「その男、東海林将司」 - Sono otoko, Shōji Masashi                                                           | 28 giugno 1997    |                    |
| File 39      | 「嗚呼！青春のビーチバレー男」 - Aa! Seishun no bīchi-barē otoko                                             | 5 luglio 1997     |                    |
| File 40      | 「危険なデート２×３」 - Kiken na dēto Tsū-Ekkusu-Surī                                                        | 12 luglio 1997    |                    |
| File 41      | 「廻れ！炎の回転灯【前編】」 - Maware! Honō no kaiten-tō (zenpen)                                            | 19 luglio 1997    |                    |
| File 42      | 「廻れ！炎の回転灯【後編】」 - Maware! Honō no kaiten-tō (kōhen)                                             | 26 luglio 1997    |                    |
| File 43      | 「墨東署スキャンダル」 - Bokutō-sho sukyandaru                                                               | 2 agosto 1997     |                    |
| File 44      | 「墨東百物語」 - Bokutō hyaku monogatari                                                                     | 9 agosto 1997     |                    |
| File 45      | 「夏の日…夕暮れのふたり」 - Natsu no nichi... yūgure no futari                                               | 16 agosto 1997    |                    |
| File 46      | 「東海林奮闘す！」 - Shōji funtōsu!                                                                          | 23 agosto 1997    |                    |
| File 47      | 「タイム・リミット」 - Taimu rimitto                                                                         | 30 agosto 1997    |                    |
| File 48      | 「夏の終わり」 - Natsu no owari                                                                              | 6 settembre 1997  |                    |
| File 49      | 「墨東署捜査線 木下かおる子着任」 - Bokutō-sho sōsa-sen - Kinoshita kaoruko chakunin                         | 13 settembre 1997 |                    |
| File 50      | 「墨東署捜査線 それぞれの明日」 - Bokutō-sho sōsa-sen - Sorezore no ashita                                   | 20 settembre 1997 |                    |
| File 51      | 「墨東署捜査線 ベスト・パートナー」 - Bokutō-sho sōsa-sen - Besuto pātonā                                    | 27 settembre 1997 |                    |
| File Special | 「渚の交通誘導」 - Nagisa no kōtsū yūdō                                                                      | -                 |                    |

### Film cinematografico
Un film anime intitolato You're Under Arrest - The Movie fu prodotto nuovamente dallo Studio Deen e distribuito in Giappone il 29 aprile 1999. In Italia il film è stato distribuito direttamente in DVD dalla Dynit nel 2004.

### Seconda stagione
La seconda stagione venne trasmessa in Giappone dal 7 aprile al 29 settembre 2001. In Italia la stagione è inedita.
| Nº      | Titolo inglese Giapponese 「Kanji」 - Rōmaji                                                                                       | In onda           | In onda |
| Nº      | Titolo inglese Giapponese 「Kanji」 - Rōmaji                                                                                       | Giapponese        |         |
| File 1  | The Order to be Assigned to Bokuto Station 「墨東署交通課に配属を命ず」 - Bokutō-sho Kadōka ni Haizoku wo Meizu                    | 7 aprile 2001     |         |
| File 2  | Goukon Victory Equation 「合コン勝利の方程式」 - Gōkon Shōri no Hōteishiki                                                         | 14 aprile 2001    |         |
| File 3  | Tokyo Wild-Beast Dragnet 「東京野獣捜査線」 - Tōkyō Yajū-Sō Sasen                                                                  | 21 aprile 2001    |         |
| File 4  | Cyber Police 24-Hours 「サイバーポリス２４時」 - Saibā Porisu Niyon-Ji                                                             | 28 aprile 2001    |         |
| File 5  | The Spook Theft Corps 「幽霊窃盗団を追え」 - Yūrei Settō Dan wo Oe                                                                 | 5 maggio 2001     |         |
| File 6  | Big News! Love Story 「スクープ！恋の大暴走」 - Sukūpu! Koi no Dai Bōsō                                                            | 12 maggio 2001    |         |
| File 7  | Strike Otoko's Back! 「帰ってきたストライク男」 - Kaette Kita Sutoraiku Otoko                                                      | 19 maggio 2001    |         |
| File 8  | Turn Over - A Coffee Cup for Two 「回れ二人のコーヒーカップ」 - Maware Futari no Kōhī Kappu                                        | 26 maggio 2001    |         |
| File 9  | The Fight of Women! The Reappearance of a Rival 「女の戦い！ライバル再び！！」 - Onna no Tatakai! Raibaru Futatabi!!               | 2 giugno 2001     |         |
| File 10 | For the Better 「絆のために」 - Kizuna no Tame ni                                                                                  | 9 giugno 2001     |         |
| File 11 | Large Panic at the Bokuto Line! Part One 「墨東線大パニック！前編」 - Bokutō Sen Dai Panikku! Zenpen                               | 16 giugno 2001    |         |
| File 12 | Large Panic at the Bokuto Line! Part Two 「墨東線大パニック！後編」 - Bokutō-sen Dai Panikku! Kōhen                                | 23 giugno 2001    |         |
| File 13 | The Fake Policeman vs. The Real Policewoman 「ニセ警官ＶＳなりきり女刑事」 - Nise Keikan TAI Narikiri Onna Keiji                   | 30 giugno 2001    |         |
| File 14 | The "C'est Si Bon" - The Love Which Shakes 「セ・シヴォン・揺れる恋心」 - Se Shi Vuon - Yureru Koi Gokoro                          | 7 luglio 2001     |         |
| File 15 | Vivid Memories 「思い出は鮮やかに」 - Omoide wa Azayaka ni                                                                         | 14 luglio 2001    |         |
| File 16 | The Right Method to Know E-mail Friends (^<>^:) 「正しいメル友の作り方（＾＜＞＾：）」 - Tadashī Meru Tomo no Tsukuri Kata (^<>^:) | 21 luglio 2001    |         |
| File 17 | A Midsummer Night's Curse 「真夏の夜の呪い」 - Manatsu no Yoru no Noroi                                                            | 28 luglio 2001    |         |
| File 18 | A Choice of Fate Between a Cake and a Steak 「ケーキとステーキ運命の選択！」 - Kēki to Sutēki Unmei no Sentaku!                    | 4 agosto 2001     |         |
| File 19 | A Shaking Thought 「ゆれる想い」 - Yureru Omoi                                                                                     | 11 agosto 2001    |         |
| File 20 | The Bus Stop Misunderstanding 「すれ違いの停車場」 - Sure Chigai no Basu Sutoppu                                                   | 18 agosto 2001    |         |
| File 21 | A Man, Nakajima's Strained Endurance 「男、中嶋 やせがまん」 - Otoko, Nakajima Yase Gaman                                          | 25 agosto 2001    |         |
| File 22 | A Dissolution of Partnership!? 「コンビ解消！？」 - Konbi Kaishō!?                                                                 | 1º settembre 2001 |         |
| File 23 | Bokuto Station's Best Partners 「墨東署ベストパートナー」 - Bokutō Sho Besuto Pātonā                                               | 8 settembre 2001  |         |
| File 24 | To Each His Own Way 「それぞれの道」 - Sorezore no Michi                                                                           | 15 settembre 2001 |         |
| File 25 | The Bridge Built For Tomorrow 「明日に架ける橋」 - Asu ni Kakeru Hashi                                                             | 22 settembre 2001 |         |
| File 26 | A Hot Spring, A Yukata, A Confession 「温泉・浴衣・告白？」 - Onsen - Yukata - Kokuhaku?                                           | 29 settembre 2001 |         |

### Terza stagione
La terza stagione denominata You're Under Arrest: Full Throttle venne trasmessa in Giappone dal 4 ottobre 2007 al 27 marzo 2008. In Italia la stagione è inedita.
| Nº      | Titolo inglese Giapponese 「Kanji」 - Rōmaji                                                                         | In onda              | In onda |
| Nº      | Titolo inglese Giapponese 「Kanji」 - Rōmaji                                                                         | Giapponese           |         |
| File 1  | Prologue of Racing 「激走のプロローグ」 - Gekisō no Purorōgu                                                         | 4 ottobre 2007       |         |
| File 2  | The Small Samurai 「小さなサムライ」 - Chīsana Samurai                                                               | 11 ottobre 2007      |         |
| File 3  | Strong Arm! The Prohibited Wrestler 「豪腕！駐禁レスラー」 - Gōwan! Chūkin Resurā                                    | 18 ottobre 2007      |         |
| File 4  | Bokuto Station Snake Panic 「墨東署スネークパニック」 - Bokutō-sho Sunēku Panikku                                    | 25 ottobre 2007      |         |
| File 5  | Carlock Baby 「カーロック・ベイビー」 - Kārokku Beibī                                                                | 1º novembre 2007     |         |
| File 6  | Aoi-chan Becomes a Man!? 「葵ちゃん漢になる！？」 - Aoi-chan Otoko ni Naru!?                                         | 8 novembre 2007      |         |
| File 7  | Chase the Mysterious Taxi!! 「謎のタクシーを追え！！」 - Nazo no Takushī wo Oe!!                                     | 15 novembre 2007     |         |
| File 8  | A Section Chief and A Girl and A Picnic 「課長と少女とピクニック」 - Kachō to Shōjo to Pikunikku                     | 22 novembre 2007     |         |
| File 9  | Yoriko Nikaidou's Age 「二階堂頼子はお年頃」 - Nikaidō Yoriko wa Otoshigoro                                          | 29 novembre 2007     |         |
| File 10 | Natsumi Becomes a Robot? 「夏実ロボットになる？」 - Natsumi Robotto ni Naru?                                         | 6 dicembre 2007      |         |
| File 11 | To the Most Important Person in the Entire World 「世界で一番大事な君へ」 - Sekai de Ichiban Daiji na Kimi e         | 13 dicembre 2007     |         |
| File 12 | Showdown! Criminal Affairs Division VS Traffic Division 「対決！刑事課ＶＳ交通課」 - Taiketsu! Keiji ka Tai kōtsū ka | 20 dicembre 2007     |         |
| File 13 | Cursed Garbage Factory 「呪いのゴミ工場」 - Noroi no Gomi Kōjō                                                       | 10 gennaio 2008      |         |
| File 14 | Suspects are Ten Thousand people 「被疑者は一万人」 - Higisha wa Ichi Man-nin                                        | 17 gennaio 2008      |         |
| File 15 | Super Shoot! Bokuto Station 24 hours 「激撮！墨東署２４時」 - Gekisatsu! Bokutō-sho Nijū Yoji                        | 24 gennaio 2008      |         |
| File 16 | A Monkey and Mushroom and a Time Bomb 「サルとキノコと時限爆弾」 - Saru to Kinoko to Jigen Bakudan                   | 31 gennaio 2008      |         |
| File 17 | Blast it into your dreams! 「夢の中までぶっとばせ！」 - Yume no Naka made Buttobase!                                 | 7 febbraio 2008      |         |
| File 18 | Beach Side Run 「ビーチ サイド ラン」 - Bīchi Saido Ran                                                              | 14 febbraio 2008     |         |
| File 19 | Unbreakable Bond 「ゆずれない絆」 - Yuzurenai Kizuna                                                                 | 28 febbraio 2008     |         |
| File 20 | Pure Hearted Modesty in Bokuto 「墨東純情忌憚」 - Bokutō Junjō Kitan                                                 | 6 marzo 2008         |         |
| File 21 | Pursuit! Red Phantom 「追撃！レッドファントム」 - Tsuigeki! Reddo Fantomu                                            | 13 marzo 2008        |         |
| File 22 | The Fate of Full Throttle 「運命のフルスロットル」 - Unmei no Furu Surottoru                                         | 20 marzo 2008        |         |
| File 23 | You're Under Arrest (Extra) 「逮捕しちゃうもん （番外編）」 - Taiho Shichaumon (Bangaihen)                           | 27 marzo 2008        |         |
| File 24 | Where we Stand 「わたしたちの居る場所」 - Watashi-tachi no Iru Basho                                                 | 22 agosto 2008 (DVD) |         |

## Colonna sonora
Sigle di apertura
- 100 Mph no yuuki (lett. "Il coraggio di 100 Mph") cantata dai Tokyo Police Woman Duo: Natsumi Tsujimoto (Sakiko Tamagawa) e Miyuki Kobayakawa (Akiko Hiramatsu) (1ª stagione ep. 1-4) testi di Takeshi Yokoyama, musica di Takashi Koji.
- Boku de arutameni (lett. "Essere me") cantata dai Fliyng Kids (1ª stagione ep. 5-26) testi di Takashi Hamasaki, musica dei Flying Kids.
- Love Somebody (lett. "Amare qualcuno") cantata da Mariko Fukui (1ª stagione ep. 27-51) testi di Takeshi Yokoyama, musica di H ∧ L.
- Brand New Day cantata da Mariko Fukui (1ª stagione ep. 52)
- Starting Up cantata da Julia Mazda (2ª stagione)

Sigle di chiusura
- Arittake no jounetsu de (lett. "Con tutta la passione") cantata dai Tokyo Police Woman Duo: Natsumi Tsujimoto (Sakiko Tamagawa) e Miyuki Kobayakawa (Akiko Hiramatsu) (1ª stagione ep. 1-4) testi di Mana Anjou, musica di Takashi Koji.
- Thank You Love (lett. "Grazie amore") cantata da Keiko Tarada (1ª stagione ep. 5-26) testi di Keiko Terada, musica di Shinji Kakishima.
- Looking Up to the Sky (lett. "Guardando al cielo") cantata da Takako Shirai (1ª stagione ep. 27-51) testi e musica di Takako Shirai.
- Yell ~Anata no tonari de~ (lett. "Chiama - Siamo al tuo fianco") cantata da Emiko (1ª stagione ep. 52)
- Blooming Days cantata da Takako Shirai (2ª stagione)

Sigle italiane (1ª stagione)
Adattamenti italiani di 100 Mph no Yuuki (apertura) e Thank You Love (chiusura), intitolati rispettivamente Coraggio a 100 all'ora e Grazie, sai e cantati da Giò Giò Rapattoni. I due brani sono stati pubblicati per la prima volta in versione integrale all'interno del CD promozionale Ranma ½ & Co. nel 2024 a cura dell'associazione Siglandia.

## Videogioco
Dalla serie è stato tratto un videogioco d'avventura omonimo pubblicato da Pioneer LDC per PlayStation e distribuito il 29 marzo 2001 esclusivamente in Giappone.
Il videogioco introduce due nuovi personaggi. Uno è il giovane detective Ryosuke Arisugawa, poliziotto di ventiquattro anni assegnato alla Bokuto Police Station per identificare ed arrestare un hacker che sta tentando di avere accesso al sistema informatico di gestione del distretto. Il giocatore controllerà proprio il personaggio di Ryosuke. L'altro personaggio introdotto nel videogioco è Chiharu Arisugawa, la sorella diciottenne di Ryosuke, a cui ogni tanto il fratello deve dare un'occhiata. Nel corso della storia del gioco ci sarà modo anche di incontrare ed interagire con Natsumi Tsujimoto e Miyuki Kobayakawa, le due protagoniste del manga.
Le sigle d'apertura e chiusura sono rispettivamente Start Shiyou e Get a Chance cantate entrambe da Sakiko Tamagawa e Akiko Hiramatsu.